# Star Wars: Vadná várka
Star Wars: Vadná várka (v anglickém originále Star Wars: The Bad Batch) je americký animovaný sci-fi seriál, který pro streamovací službu Disney+ vytvořil Dave Filoni. Je součástí mediální franšízy Star Wars a je pokračování a zároveň spin-off seriálu Star Wars: Klonové války. Vadnou várku produkuje společnost Lucasfilm Animation, hlavní scenáristkou je Jennifer Corbett a režisérem Brad Rau.
Dee Bradley Baker ztvárňuje role všech pěti členů „Bad Batch“, jednotky elitních klonových vojáků s výhodnými genetickými mutacemi. V seriálu také namluvil hlasy ostatních klonů, čímž si zopakoval svou roli ze seriálu Klonové války. Michelle Ang ztvárňuje Omegu, ženský klon dětského věku, která se k jednotce přidá. Seriál byl oficiálně objednán společností Disney+ v červenci 2020 jako spin-off Klonových válek a jako jeho tvůrci se k němu připojili Filoni, Corbett a Rau.
První díl seriálu měl premiéru 4. května 2021 a do 13. srpna bylo odvysíláno všech 16 epizod, první řady. Druhá řada měla taktéž 16 dílů a byla vysílána od 4. ledna do 29. března 2023. Vysílání třetí a poslední řady proběhlo od 21. února do 1. května 2024 a sestává z 15 dílů.

## Premisa
Příběh vypráví o elitní klonové jednotce Clone Force 99, jinak známé jako „Vadná várka“ (v původním znění „Bad Batch“), během přerodu Republiky v Impérium. Tato jednotka je tvořena klony Jango Fetta s výhodnými mutacemi, díky čemuž má každý člen nějakou speciální schopnost, na rozdíl od ostatních, běžných klonů.

## Postavy a obsazení

### Hlavní role
- Dee Bradley Baker jako Vadná várka

Oddíl elitních klonových vojáků známý také jako Clone Force 99, jehož členy jsou

Lovec (v českém znění David Suchařípa), velitel jednotky s vysoce citlivými smysly

Bourač (v českém znění Martin Stránský), silák týmu a odborník na výbušniny

Tech (v českém znění Jan Vondráček), počítačový a technologický specialista s vysokou inteligencí

Střelec (v českém znění Ludvík Král), ostřelovač oddílu s velkým pochopení pro poslouchání rozkazů

Echo (v českém znění Jan Šťastný), má kybernetická vylepšení díky čemuž je schopen snadno proniknout do nepřátelských počítačových systémů.
 
Tvůrce Star Wars George Lucas chtěl, aby byla Vadná várka unikátnější než ostatní klony, kde by každý z nich měl zvláštní schopnosti, ale nechtěl, aby to byli superhrdinové. Baker také namluvil hlasy ostatních klonů v seriálu, včetně Cuta Lawquana a kapitánů Rexe, Howzera a Gregora (v českém znění Jan Šťastný).
- Michelle Ang (v českém znění Anna Novotná) jako Omega

Ženský klon, dětského věku pracující na Kaminu jako lékařská asistentka. Je nemodifikovaná kopie Jango Fetta, ale přesto geneticky odlišná od své předlohy a proto cítí jistou spřízněnost s Vadnou várkou.

### Vedlejší role
- Ben Diskin (v českém znění Petr Neskusil) jako AZI-3, lékařský droid na Kaminu
- Bob Bergen (v českém znění Igor Bareš) jako Lama Su, Předseda vlády Kamina
- Gwendoline Yeo (v českém znění Lucie Petra Svobodová) jako Nala Se, Kaminská vědkyně, která má na starosti proces klonování
- Stephen Stanton jako 
  - Wilhuff Tarkin (v českém znění Jan Vlasák), vysoký imperiální důstojník
  - Mas Amedda (v českém znění Ivo Hrbáč), velkovezír Impéria
- Noshir Dalal (v českém znění Michal Novotný) jako viceadmirál Rampart, Imperiální důstojník zodpovědný za nový systém registračních kódů a nábor do imperiální armády.
- Rhea Perlman (v českém znění Ludmila Molínová) jako Cid, Trandoshanka a bývalá informátorka Jediů, která si platí Vadnou várku, jako své žoldnéře.
- Liam O'Brien jako Bolo, Ithorian, štamgast v baru patřící Cid.
- Sam Riegel jako Ketch, Weequay, štamgast v baru patřící Cid.
- Helen Sadler jako Scalder, doktorka imperiální Divize pokročilých věd na tajné základně na planetě Tantiss
- Jennifer Hale (v českém znění Anežka Saicová) jako Riyo Chuchi, senátorka zastávající se práv klonů. Tato postava se již objevila v seriálu Klonové války
- Wanda Sykes (v českém znění Týna Průchová) jako Phee Genoa, kontakt Cid a lovkyně pokladů přátelící se s Vadnou várkou
- Jimmy Simpson (v českém znění Jiří Bábek) jako Royce Hamlock, ředitel Divize pokročilých věd na tajné základně na planetě Tantiss
- Keisha Castle-Hughes (v českém znění Eva Hacurová) jako Emerie Karr, doktorka Divize pokročilých věd a ženský klon Jango Fetta

### Hostující role
- Tom Kane (v českém znění Zbyšek Horák) jako vypravěč
- Archie Panjabi jako Depa Billaba, Mistryně Jedi Caleba Duma, později známého jako Kanan Jarrus.
- Matthew Wood jako 
  - B1 (v českém znění Filip Švarc), bojoví droidi Separatistické armády
  - Bib Fortuna, majordomus a pravá ruka zločineckého bosse Jabba Hutta
- Freddie Prinze Jr. jako Caleb Dume, Padawan (Jedijský učedník) Depy Billaby.
- Ian McDiarmid (v českém znění Jiří Plachý (1. řada) / Jan Vágner (2. řada)) jako císař Sheev Palpatine/Darth Sidious, bývalý kancléř Republiky a císař nově vzniklého Galaktického impéria a zároveň Temný pán ze Sithu.
- Andrew Kishino (v českém znění Tomáš Borůvka) jako Saw Gerrera, bojovník za svobodu z planety Onderon s vazbami na Alianci rebelů.
- Nika Futterman jako 
  - Asajj Ventress (v českém znění Nina Horáková), Sestra noci, bývalá učednice hraběte Dooku a bývalá Separatistická vražedkyně během Klonových válek. Tato postava se již objevila v seriálu Klonové války
  - Shaeeah Lawquane, nevlastní dcera Cuta Lawquana, klonu Jango Fetta a dezertéra z Republikové armády
- Kath Soucie jako Jek Lawquane, nevlastní syn klonového dezertéra Cuta Lawquana
- Cara Pifko jako Suu Lawquane, manželka klonového dezertéra Cuta Lawquana a matka Shaeeah a Jeka
- Emilio Garcia-Sanchez jako ES-01, Imperiální voják elitního oddílu.
- Tina Huang jako ES-02, člen Impériální elitní jednotky.
- Ness Bautista jako ES-03, Impériální elitní voják.
- Dahéli Hall jako ES-04, Impériální voják elitní jednotky.
- Ming-Na Wen (v českém znění Radka Přibyslavská) jako Fennec Shand, elitní námezdní lovkyně a odstřelovačka najatá, aby unesla Omegu od Vadné várky.
- Corey Burton jako 
  - Cad Bane (v českém znění Jakub Saic (1. řada) / Pavel Šrom (3. řada)), jeden z nejlepších námezdních lovců galaxie rovněž najatý k únosu Omegy.
  - Gobi Glie, jeden z bojovníků za svobodu Chama Syndully, kterého Hera bere jako strýce
- Alexander Siddig (1. řada) a Danny Jacobs (3. řada) (v českém znění Milan Kačmarčík) jako Avi Singh, bývalý Separatistický senátor bývalé hlavní planety Separatistů Raxus Secundus
- Sian Clifford as GS-8, protokolární droid senátora Avi Singha
- Robin Atkin Downes (v českém znění Bohdan Tůma) jako Cham Syndulla, slavný twi'lecký bojovník za svobodu planety Ryloth a otec Hery Syndully
- Ferelith Young jako Eleni Syndulla, manželka Chama Syndully a matka Hery
- Vanessa Marshall (v českém znění Mariana Franclová)[5] jako Hera Syndulla, dcera Chama a Eleni Syndullových, ambiciózní pilotka a bojovnice za svobodu. Marshall, která namluvila i starší verzi postavy v seriálu Star Wars Povstalci, použila pro mladší Heru francouzský přízvuk, aby se vyrovnala původnímu rylothskému přízvuku Twi'leků, který slyšíme od ostatních obyvatel planety.[9]
- Dave Filoni jako Chopper, Heřin popudlivý astromechanický droid
- Phil LaMarr jako
  - Orn Free Taa, imperiální senátor planety Ryloth vstřícný k Impériu
  - Bail Organa (v českém znění Ivan Jiřík), imperiální senátor z Alderaanu, který tajně vzdoruje Impériu
- Tom Taylorson jako Roland Durand, Devaronian, vysoce postavený člen zločinecké rodiny Durandů a syn jejich vůdkyně
- Anjelica Huston (v českém znění Zuzana Mixová) jako Isa Durand, Devaronianka a vůdkyně zločinecké rodiny Durandů a matka Rolanda
- Hector Elizondo (v českém znění Luděk Nešleha) jako Romar, obyvatel domovské planety hraběte Dooku Serenno a jeden z přeživších imperiálního útoku na planetu
- Ben Schwartz jako TAY-0, Cidin nafoukaný droid a závodník ve speedru na okruhu Safa Toma
- Ernie Hudson jako Grini Millegi, Dowutin, gangster vlastnící stáj závodních speederů na okruhu Safa Toma a obchodní rival Cid
- Jonathan Lipow jako Gungi, Wookieeský mladý Jedi na útěku před Impériem
- Sharon Duncan-Brewster jako Tynnra Pamlo, imperiální senátorka planety Taris
- Jameelah McMillan jako Halle Burtoni, bývalá senátorka za planetu Kamino
- Jonathan Lipow jako Mokko, krutý šéf těžebního zařízení
- Yuri Lowenthal jako Benni Baro, dospívající sběrač šrotu, který pracuje v Mokkově dole
- Crispin Freeman (v českém znění Gustav Bubník) jako Nolan, imperiální poručík pohrdající klony
- Andy Allo (v českém znění Soňa Linhartová) jako Lyana Hazard, dcera starosty osady Pabu Shepa a kamarádka Omegy
- Imari Williams jako Shep Hazard, starosta osady Pabu, otec Lyany a přítel Phee
- Andy de la Tour jako Hurst Romodi, imperiální admirál, který se účastní Tarkinova summitu
- Ben Mendelsohn (v českém znění Aleš Procházka) jako Orson Krennic, imperiální velitel dohlížející na projekt „Hvězdička“, který se účastní Tarkinova summitu
- Daniel Logan (v českém znění Filip Antonio) jako Mox, dospívající klon Jango Fetta a vůdce tříčlenné skupinky mladých klonů, které Impérium zanechalo opuštěné na neobydlené planetě
- Julian Dennison (v českém znění Filip Antonio) jako Deke a Stak, dva dospívající klony Jango Fetta, které vede starší klon Mox a které Impérium opustilo
- Olwyn M. Whelan (v českém znění Jolana Jirotková) jako Eva, dítě citlivé na Sílu unesené a vězněné Impériem kvůli vědeckému výzkumu

## Vysílání
| Řada | Díly | Premiéra na Disney+ | Premiéra na Disney+ |
| Řada | Díly | První díl           | Poslední díl        |
| ---- | ---- | ------------------- | ------------------- |
| 1    | 16   | 4. května 2021      | 13. srpna 2021      |
| 2    | 16   | 4. ledna 2023       | 29. března 2023     |
| 3    | 15   | 21. února 2024      | 1. května 2024      |